# Quận Rutherford, Tennessee
Quận Rutherford là một quận thuộc tiểu bang Tennessee, Hoa Kỳ.
Quận này được đặt tên theo. Theo điều tra dân số của Cục điều tra dân số Hoa Kỳ năm 2010, quận có dân số 262.604 người, là quận đông dân nhất bang Tennessee. Quận lỵ đóng ở Murfreesboro,, tọa lạc ở trung tâm quận.

## Địa lý
Theo Cục điều tra dân số Hoa Kỳ, quận có diện tích 1616 km2, trong đó có 12 km2 là diện tích mặt nước.